# Raikküla
Raikküla är en by i Estland. Den ligger i Rapla kommun (före 2017 i Raikküla kommun) och landskapet Raplamaa, 60 km söder om huvudstaden Tallinn. Antalet invånare är 301.
Raikküla ligger 61 meter över havet och terrängen runt Raikküla är mycket platt. Runt Raikküla är det glesbefolkat, med 10 invånare per kvadratkilometer. Närmaste större samhälle är Rapla, 8 km norr om Raikküla. Omgivningarna runt Raikküla är en mosaik av jordbruksmark och naturlig växtlighet.
Trakten ingår i den hemiboreala klimatzonen. Årsmedeltemperaturen i trakten är 2 °C. Den varmaste månaden är juli, då medeltemperaturen är 16 °C, och den kallaste är december, med −10 °C.